# East Koochiching, Minnesota
Xã East Koochiching (tiếng Anh: East Koochiching Township) là một xã thuộc quận Koochiching, tiểu bang Minnesota, Hoa Kỳ. Năm 2010, dân số của xã này là 355 người.